# 三宅敬
三宅 敬（みやけ たかし、1980年5月2日 - ）は、日本の元ラグビーユニオン選手。2016年現在、ワイルドナイツスポーツプロモーションの代表理事を務めている。熊谷ラグササイズの開発者でもある。

## プロフィール
- 京都府出身。
- ポジションはウイング(WTB)、センター(CTB)、フルバック(FB)。
- 身長 175cm、体重 82kg
- ニックネームはミヤッキー。
- 日本代表キャップは4。
- 7人制日本代表に選ばれたことがある[2]。

## 略歴
6歳からラグビーを始めた。
1999年、伏見工業高校卒業後、関東学院大学に入る。
2003年、関東学院大学卒業後、三洋電機ワイルドナイツ（現・パナソニック ワイルドナイツ）に加入。同年9月14日に行われたジャパンラグビートップリーグ第1節の近鉄ライナーズ戦にて先発出場で公式戦初出場を果たす。
2012年10月にトップリーグ100試合出場を達成。
2015年、現役を引退した。
2015年、特定非営利法人ワイルドナイツスポーツプロモーションを設立し、代表理事に就任。群馬県(前橋クラス、太田クラス)と埼玉県(熊谷クラス)にて小学5,6年生と中学生を対象にしたラグビーアカデミーの開催や、各種ラグビーに関するイベントを全国的に開催するなど、ラグビー普及活動に尽力している。　
2016年、セコムラガッツのスペシャリティコーチに就任した。